# Medieledarna
Medieledarna är en medlemsförening bildad 2006 ingående i fackförbundet och intresseorganisationen Ledarna (tidigare Svenska arbetsledarförbundet). Medieledarna riktar sig främst mot chefer inom media på alla nivåer.
Medieledarna erbjuder i likhet med Svenska journalistförbundet även sina medlemmar presskort efter prövning i varje enskilt fall.